# Ivan Bačvarov
Ivan Ivanov Bačvarov (Иван Иванов Бъчваров) řečený Jutko (28. listopadu 1912 Sevlievo – 24. listopadu 1966 Sakrakopec) byl bulharský vojenský důstojník, člen Bulharské komunistické strany a účastník komunistického partyzánského hnutí za 2. sv. války.

## Kariéra
V roce 1933 byl odsouzen za protistátní činnost podle zákona na ochranu státu. Za druhé světové války se účastnil partyzánského hnutí; byl členem Gornoorjachovského partyzánského oddílu. V roce 1943 se stal politickým komisařem 8. vojenské operační zóny tzv. lidově osvobozenecké povstalecké armády (NOVA). V prosinci téhož roku byl Plevenským vojenským polním soudem v nepřítomnosti odsouzen k trestu smrti.
Do bulharské armády nastoupil 25. dubna 1945 jako zástupce velitele pro politickou část v politickém oddělení letectva. Od února 1946 byl zodpovědný za politickou výchovu oddílu. Dne 31. prosince 1946 byl jmenován odpovědným za politickou výchovu Vojenského učiliště v Sofii a od února 1947 byl zástupcem velitele politického oddílu a náčelníkem politického oddělení Vojenského učiliště. Od 9. dubna 1947 byl zástupcem náčelníka politického oddělení armády. Od května 1948 do prosince 1949 studoval na Vojenské akademii Klimenta Vorošilova v Moskvě. Od 31. prosince 1949 do 23. ledna 1950 byl zastupujícím náčelníkem Politického oddělení armády. Od 23. ledna do 28. srpna 1950 byl náčelníkem Deváté pěší divize Pleven.
Dne 28. srpna 1950 byl jmenován náčelníkem operačního oddělení Generálního štábu bulharské armády a prvním zástupcem náčelníka Generálního štábu. Od 14. prosince 1950 do 25. ledna 1960 byl náčelníkem Generálního štábu bulharské armády. Od roku 1951 byl členem Generální vojenské rady. Od května 1954 byl členem Ústředního výboru BKS a kolegia Ministerstva obrany. V letech 1956–1962 byl náměstkem ministra obrany. Od roku 1962 byl členem Státního výboru obrany a Vedoucí vojensko-správního oddělení BKS.
Po sesazení Nikity Chruščova Leonidem Brežněvem na podzim 1964 se Bačvarov stal mluvčím některých kruhů v BKS nespokojených s politickým vývojem v SSSR i v Živkovově Bulharsku; tyto kruhy hodlaly v Bulharsku nastolit svůj vlastní, pročínsky orientovaný režim. Pro sesazení Živkova však Bačvarov nenašel podporu. V prosinci 1964 na plénu Ústředního výboru BKS navrhl, aby byl Todor Živkov nahrazen, protože „nemá potřebné kvality pro výkon funkce“. Jeho návrh byl zamítnut, stejně jako Živkovův protinávrh na odvolání Bačvarova. Byl sledován kontrarozvědkou. Po sebevraždě Ivana Todorova Goruně a pozatýkání jeho pučistické skupiny v dubnu 1965 byl Bačvarov odvolán z funkce a vyslán jako velvyslanec do NDR.

## Smrt
Ivan Bačvarov zahynul 24. listopadu 1966 na zpáteční cestě z 9. sjezdu KSSS do Berlína při leteckém neštěstí letu LZ101. Byl mu udělen Řád sv. Alexandra III. stupně s meči na vrcholu, Lidové svobody 1941–1944 – I. stupně s meči, 9. září 1944 – II. stupně s meči, řád Bulharské lidové republiky – I. stupně a dvakrát Řád Georgije Dimitrova.